# Bataille de Crète
Seconde Guerre mondiale,
Campagne des Balkans
Batailles
1940
- Vado
- Siège de Malte
- Club Run
- Convoi Espero
- Mers el-Kébir
- Punta Stilo
- Cap Spada
- Hurry
- Cap Passero
- MB.8
- Tarente
- Détroit d'Otrante
- White
- Cap Teulada

1941
- Excess
- Convoi AN 14
- Grog
- Abstention
- Baie de La Sude
- Cap Matapan
- Îles Kerkennah
- Crète
- Galite
- Substance
- Halberd
- Convoi Duisburg
- Cap Bon
- Syrte (1941)
- Rade d'Alexandrie

1942
- Syrte (1942)
- Calendar
- Bowery
- Albumen
- Harpoon
- Vigorous
- Pedestal
- Agreement
- Torch
- Stoneage
- Sabordage de la flotte française à Toulon
- Portcullis
- Banc de Skerki
- Olterra (navire auxiliaire)
- Raid sur Alger

1943
- Zouara
- Convoi de Cigno
- Convoi de Campobasso
- Corkscrew
- Husky
- Gela
- Scylla
- Pietracorbara
- Dodécanèse
  - Rhodes
  - Leros
  - Kos
- Convoi KMF-25A

1944
- Ist
- Raid sur Santorin
- Raid sur Symi
- Port-Cros
- La Ciotat
- Île de Pag

1945
Mer Ligure
- Convois alliés
  - convois de Malte
- Campagne des U-boote
- Campagne adriatique

- Invasion de l'Albanie
- Guerre italo-grecque
- Invasion de la Yougoslavie
- Opération Châtiment
- Bataille de Grèce
- Opération Abstention
- Bataille de Crète
- Campagne de la mer Noire

La bataille de Crète oppose les troupes britanniques et alliées (néo-zélandaises, australiennes et grecques) aux parachutistes et chasseurs alpins allemands pendant 11 jours, du 20 au 31 mai 1941. Ce fut la dernière bataille de la campagne des Balkans.
Le matin du 20 mai 1941, le IIIe Reich lance une invasion aéroportée de la Crète, nom de code « opération Merkur ». Les parachutistes allemands sous les ordres du général Kurt Student sont largués sur trois points : Máleme, Héraklion, et Réthymnon. Leur mission est de s’emparer de ces trois aérodromes afin de permettre l'atterrissage de renforts aérotransportés par la Luftwaffe qui dispose de la maîtrise du ciel, puisque la Royal Navy, maîtresse des mers, empêche tout débarquement amphibie.
Pendant deux semaines, la bataille fait rage ; au moins 4 000 paras allemands sont tués, et 500 capturés. Les troupes britanniques et néo-zélandaises du général Bernard Freyberg comptent 3 500 tués, 1 900 blessés, et une grande partie des troupes est capturée (environ 12 000 hommes). La victoire est essentiellement celle des chasseurs alpins, aucune opération aéroportée d'envergure n'est plus lancée par les Allemands jusqu'à la fin de la guerre. Les Fallschirmjäger sont alors employés comme fantassins sur tous les fronts.

## Prémices

### Novembre 1940
Le 1er novembre 1940, un convoi de vaisseaux britanniques jette l'ancre dans la baie de la Soude. Le gouvernement grec fait savoir aux Britanniques qu'il retirerait la 5e division de l'armée grecque du front albanais et l'enverrait en Crète, à condition que l'armée britannique organise la défense de la Crète.
Le 12 novembre 1940, Hitler donne l'ordre à ses troupes de prendre possession de la Grèce en employant massivement les forces aéroportées et aériennes. Le but de l'opération est le contrôle de la Méditerranée orientale.

### Décembre 1940
Hitler donne des directives ultra-confidentielles aux responsables de ses troupes aéroportées pour s'emparer des points d'appui britanniques sur les îles grecques.

### Janvier 1941
Le commandement militaire unifié de la Crète, basé à La Canée, charge les milices locales d’empêcher par tous les moyens l'atterrissage des parachutistes allemands ainsi que l'approche par l'ennemi des aérodromes et des avions.

### Mars 1941
Dans la nuit du 25 au 26 mars 1941, au large du golfe de la Soude, une opération commando de marins italiens de la Xe Flottiglia MAS, sur six canots à moteur MTM Barchino, coule le croiseur lourd britannique HMS York. Après ce raid de la baie de La Sude, il devient évident pour les alliés que l'attaque allemande est imminente. Il leur faut défendre la Crète.
L'enjeu est de taille : la Crète possède trois aérodromes (Máleme, Réthymnon et Héraklion) et une piste d'atterrissage de fortune à Kastelli à l'ouest de la presqu'île d'Akrotiri, ainsi qu'une base navale facilement accessible à Kolpo, sur la presqu'île d'Akrotiri. En occupant la Crète, la Luftwaffe pourra s'en servir comme base aérienne contre les forces britanniques en Méditerranée orientale. Pour les Allemands, laisser la Crète aux mains des Alliés menacerait les champs pétroliers roumains de Ploiești, à quatre heures de vol, vitaux pour l'Allemagne, surtout en pleine préparation de l'opération Barbarossa.

### Avril 1941
Le 21 avril 1941, les troupes de la Wehrmacht et des Waffen-SS viennent de terminer victorieusement la campagne des Balkans par la capitulation de l'armée royale grecque.
Le 23 avril 1941, un hydravion de la Royal Air Force évacue en Crète Georges II de Grèce et le prince héritier.
Le 25 avril, la 5e brigade néo-zélandaise forte de 5 000 hommes débarque en Crète. Toujours le 25 avril, Hitler signe la directive no 28 ordonnant de préparer l'opération Merkur : l'invasion de la Crète.
Le 29 avril est marqué par l'arrivée en Crète du général néo-zélandais Freyberg, combattant célébré de la Grande guerre, décoré de la croix de Victoria en 1916, vingt-sept blessures, grand costaud sympathique, sociable, très simple et adulé de la troupe. C'est un héros national en Nouvelle-Zélande et un ami de Churchill depuis 1914. Le général ne pense pas rester sur l'île qui lui paraît de toute façon indéfendable. Il s'attend à être envoyé en Égypte afin d'y reconstituer le corps expéditionnaire néo-zélandais. Dès qu'il apprend que Wavell lui a confié la mission de tenir sur place, il se met à l'œuvre.

### Mai 1941
Freyberg prend en main la Creforce, ensemble disparate des unités réfugiées dans l'île : Australiens, Néo-Zélandais, Écossais et Gallois, soit vingt mille hommes dont une moitié seulement de troupes de combat. Ils ont perdu en Grèce leurs unités d'appui et de soutien, en particulier l'artillerie, les transmissions, le train des équipages. En sous-effectifs, les bataillons d'infanterie ont perdu leurs mortiers, leurs réseaux téléphoniques de campagne, ne sauvant que les armes individuelles et les fusils-mitrailleurs. Ils sont également dépourvus de moyens d'enfouissement (pelles, pioches). Les artilleurs, les soldats des ateliers, des services, au total 10 000 hommes, la moitié de l'effectif, sont à peine armés, tous n'ont pas de fusil et ne connaissent pas le métier de fantassin. Les lignes téléphoniques ne sont pas enterrées mais posées sur des piquets. Quelques canons pris aux Italiens en Grèce sont disponibles mais sans appareils de visée. Quelques chars britanniques obsolètes complètent l'effectif. Vingt mille soldats grecs sont enfin présents mais mal armés. En tout, 42 460 hommes affronteront 22 040 Allemands, parachutistes et chasseurs de montagne.
Chiffrés par Enigma, les plans d'invasion de la Luftwaffe sont transmis de la IVe flotte aérienne au VIIe et XIe corps aériens et à la 7e division parachutiste. Interceptés en temps réel par les stations d'écoute britanniques, les 1er mai, 5 mai, 7 mai et 13 mai, ils sont en partie décryptés par le GC&CS de Bletchley Park. Certains passages sont corrompus, illisibles. D'autres font allusion à des paramètres inconnus des spécialistes anglais dont la connaissance des forces armées allemandes est encore imparfaite. Le capitaine Sandover, Special Liaison Officer de Freyberg, reçoit immédiatement, non pas des traductions exactes de la partie décryptée des messages interceptés, mais des synthèses paraphrasées dont certains passages sont ambigus.
Chaque synthèse est montrée une seule fois à Freyberg, avant d'être brûlée par Sandover. Ces synthèses mélangent la 22e Luftlande-Infanteriedivision (qui est retenue ailleurs), la 5e division de montagne et le régiment de renfort de la 6e division de montagne. Les unités parachutistes sont sous-estimées. Les références au trafic maritime exagèrent l'hypothèse d'un débarquement amphibie. Or Freyberg n'a pas le droit de discuter de ces renseignements avec son état-major. Une partie des troupes britanniques est donc disposée face aux points vraisemblables de débarquement. Si ces troupes alliées avaient été déployées de façon à tenir sous leur feu les aérodromes, la première vague aéroportée aurait été anéantie.
À l'époque, l'histoire militaire n'offre aucun exemple d'invasion aéroportée. Les quelques opérations aéroportées allemandes de mai 1940 relèvent d'une aide intégrée aux opérations militaires et non d'opérations à part entière. Aux Pays-Bas, la Luftwaffe avait essuyé de lourdes pertes. Aussi, il n'y a aucun précédent dont Freyberg aurait pu tenir compte.
Le 14 mai 1941 commencent, conformément au plan d'opération, les bombardements systématiques, par l'aviation allemande, de la Crète, en vue de préparer l’attaque.
Le 15 mai 1941, Freyberg déclare être prêt à défendre la Crète. Sous condition d'un soutien efficace de la marine, précise-t-il, il arrivera à tenir l'île. C'est un changement de discours par rapport à ses précédentes doléances à Wavell, où Freyberg disait, quelques jours auparavant, qu'il fallait reconsidérer la décision de tenir la Crète.
Le 16 mai 1941, un avion de reconnaissance Henschel Hs 126 est abattu aux environs de Rethymnon. Les photographies aériennes trouvées à bord montrent qu'une seule des positions de la défense peut être identifiée. Celle-ci est immédiatement remaniée. L’excellent camouflage des positions et l'absence de tirs anti-aériens incitent les Allemands à penser que la zone de Rethymnon est pratiquement sans défense.

## OpérationMerkur

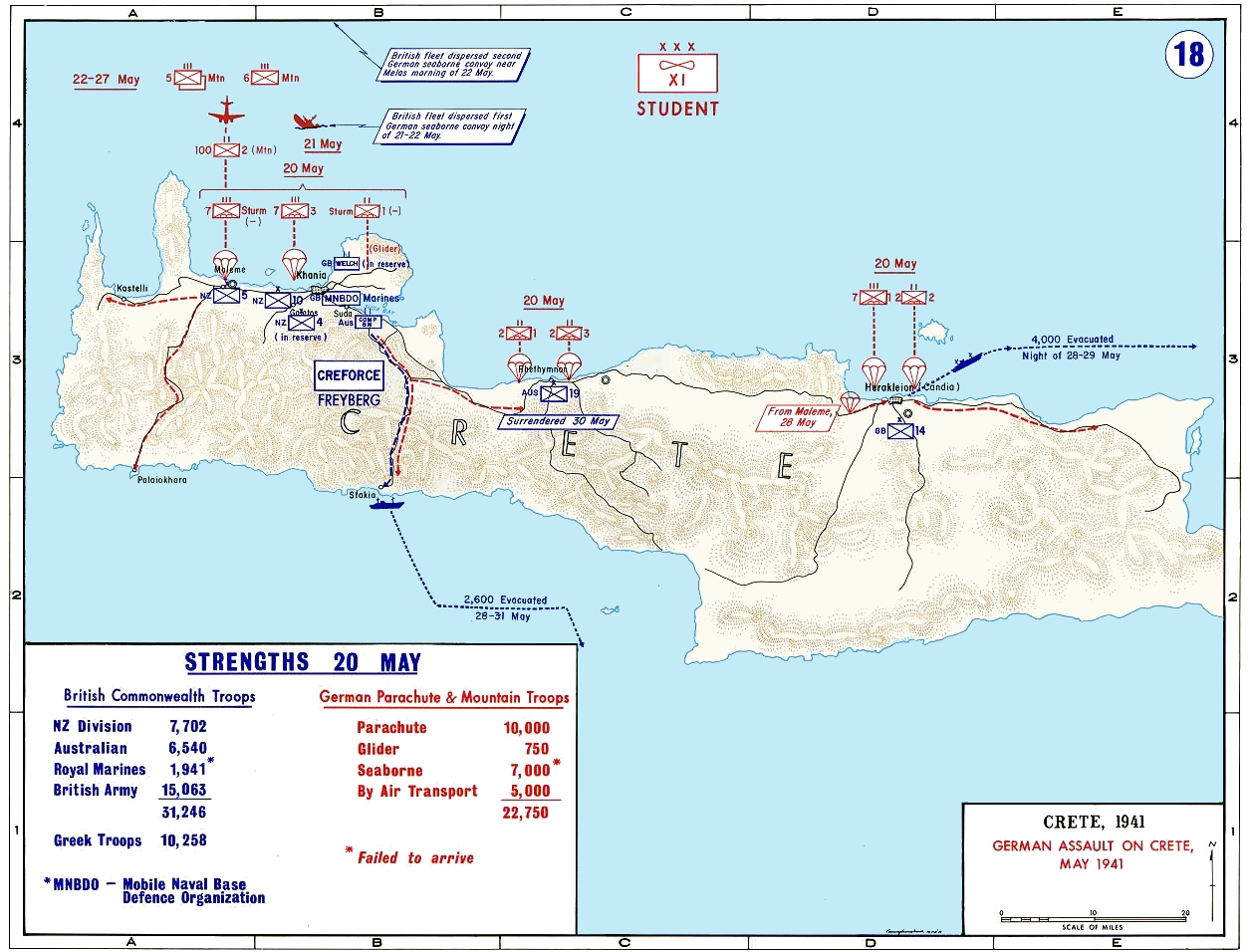
L'assaut aéroporté allemand.

Les Allemands engagent deux divisions d'élite. La 7e division parachutiste (général Student) est composée de trois régiments de trois petits bataillons parachutistes, et ses bataillons d'appui : anti-char, pionniers formés comme fantassins, reconnaissance, mitrailleuses lourdes. Elle est renforcée du Luftland Sturmregiment (planeurs DFS 230). Durement éprouvée en Grèce, la 5e division de montagne (général Ringel) comprend deux régiments à trois bataillons de chasseurs, un régiment d'artillerie, un bataillon anti-chars, un bataillon de reconnaissance, un bataillon de pionniers. Elle est renforcée d'un régiment de la 6e division de montagne.
Au premier jour de l'assaut, les Alliés sont cinq fois plus nombreux avec la 14e brigade d'infanterie britannique, la 2e division d'infanterie néozélandaise, la 19e brigade d'infanterie australienne et l'équivalent d'une division grecque (vingt mille hommes) mais très mal équipée.
Ordre de bataille complet : effectifs de la bataille de Crète
Le plan d’invasion (Merkur) est simple : lâcher par surprise, tôt le matin, plusieurs milliers de paras et de soldats portés par planeurs, en plusieurs vagues, sur les points d'appui de Héraklion (colonel Brauer), Máleme (Sturmregiment du général Meindl) et Réthymnon (colonel Sturm), en vue de s’emparer des trois aérodromes, tandis que la capitale, La Canée et la rade de la Soude sont enlevées par le régiment du colonel Heidrich. La Luftwaffe doit neutraliser les défenses de ces points. Plus tard dans la journée, environ 6 500 Gebirgsjäger doivent être débarqués par deux flottilles légères de caïques. La conquête des divers aérodromes de l’île doit permettre d’acheminer rapidement des renforts transportés par Ju 52.
Précision importante, les parachutes allemands n'ont pas d'élévateurs sur les parachutes. Incapables de diriger leur descente, les hommes se balancent au bout d'un anneau accroché au harnais, entre les deux épaules. L'atterrissage est rude. Les paras ne sont armés que d'un pistolet lors de l'atterrissage. Une fois au sol, ils se précipitent sur les containers qui contiennent fusils, pistolets-mitrailleurs, mitrailleuses et munitions. Pendant plusieurs longues minutes, ils sont quasiment désarmés.
À l'inverse, les soldats portés par planeurs sont complètement équipés, mais ils doivent s'extraire, à moitié assommés, des carlingues de leurs engins souvent ciblés par des tirs concentrés. De plus, les Junkers 52 qui transportent les chasseurs alpins sont lents et vulnérables, particulièrement pendant l'approche et l'atterrissage. Par contre, ils déposent non seulement des hommes tout équipés, avec leurs mitrailleuses et leurs mortiers légers, mais plus encore avec par exemple des mortiers de 80 mm et des obusiers de montagne démontés en fardeaux, ainsi que les équipes de servants et les munitions.
Le parachutage initial est prévu sur trois zones :
- Groupe Ouest (Generalmajor Meindl) avec le Sturmregiment : Máleme
- Groupe Centre (Generalleutnant Süßmann) avec les 1er et 3e régiments paras : Chania, Rethymno, Souda
- Groupe Est (Generalleutnant Ringel), avec le 2e régiment para : Héraklion (Iraklio)

### 20 mai

#### L'assaut
Lorsque les transports allemands apparaissent, Freyberg, flegmatique, observe : « Dead on Time ! (Pile à l'heure) ». Ce sera sa seule allusion à la source Ultra. Seuls Freyberg et son Special Liaison Officer savaient le jour et l'heure de l'assaut. Freyberg a donné ses ordres aux commandements locaux, ses moyens de liaison ne lui permettent pas de coordonner la défense. La matinée commence par une hécatombe de parachutistes. Malgré les pertes, les assaillants s'organisent. Dans la journée, plusieurs autres largages auront lieu. Dans les airs, quelques combats entre chasseurs et bombardiers des deux camps se déroulent. Les lignes téléphoniques alliées sont coupées par les bombes. Les avions britanniques sont peu nombreux, mais les Messerschmitt Bf 109 allemands sont à la limite de leur autonomie, ce qui les empêche d’avoir la supériorité aérienne. Quelques appareils italiens, notamment 26 bombardiers et quelques chasseurs, interviennent également mais sans grand succès.

#### Héraklion
Le secteur d'Héraklion est défendu par la 14e brigade (général Chappel) : trois bataillons britanniques, deux bataillons australiens, un régiment d'artillerie et trois bataillons grecs. La ville est laissée aux Grecs, tandis que l'aérodrome est défendu par les meilleurs bataillons (2nd Black Watch). Les Alliés disposent de douze 40 mm Bofors, neuf canons de 100 mm, et quatre de 75 mm. Quatre bataillons allemands sautent, sous le commandement du colonel Brauer. La coordination entre Stukas et Ju 52 est très mauvaise. La majorité du 1er bataillon parachuté sur l'aérodrome est mise hors de combat en quelques minutes. Au soir, aucun objectif du secteur n'est atteint. Brauer ne tient que la colline est de l'aérodrome. Plus de 200 parachutistes allemands ont été tués. Les Alliés ont abattu 15 appareils. À l'ouest, les Allemands dispersés n'arrivent qu'au soir devant la ville. Faute de transports, il manque les 600 hommes du groupe Est.

#### Rethymnon
Le secteur de Rethymnon est défendu par deux bataillons australiens (colonel Campbell) appuyés par quatre canons de 100 mm, quatre de 75 mm, mais aucun moyen anti-aérien lourd. Quatre bataillons grecs très faiblement armés sont gardés en réserve afin de défendre la ville. Les deux bataillons australiens sont parfaitement placés et camouflés de chaque côté de l'aérodrome. Les Junkers lâchent le 2e régiment parachutiste (colonel Sturm). Le parachutage est très mal exécuté. Les Australiens détruisent sept Ju 52 au fusil-mitrailleur. Les parachutistes sont éparpillés aux quatre coins du secteur. La colline « A » est prise par les Allemands, mais les bataillons grecs de réserve la reprennent. Aucun objectif allemand n'est atteint, malgré de lourdes pertes.

#### Máleme
La région de Máleme-Souda est tenu par la 2e division néo-zélandaise et par plusieurs compagnies britanniques, tels que les Royal Marines. Le secteur de Máleme est à la charge de la 5e brigade néo-zélandaise dont le PC est à Pyrgos. L'unité sur place à Máleme est le 22e bataillon néo-zélandais, composé de soldats courageux, expérimentés. Leur chef, le lieutenant-colonel Andrew, est un héros de la Grande Guerre, décoré de la Victoria Cross. En sous-effectif, le bataillon manque également d'armes lourdes. La piste de Máleme est tenue par une petite compagnie britannique. Une autre compagnie est positionnée le long de la rivière Tavronitis, à la perpendiculaire à la piste. Enfin une compagnie est en défense tous-azimuts, autour du PC bataillon, au sommet du mouvement de terrain, baptisé colline 107, et commande la piste, le lit de la rivière et le village de Máleme. Une compagnie supplémentaire est positionnée au sud-est du terrain. À deux ou trois kilomètres à l'est, les deux autres bataillons de la brigade sont en attente.
La matinée est un carnage pour le Sturmregiment. Les survivants de la première vague de planeurs se réfugient dans le lit de la rivière d'où les défenseurs ne peuvent les déloger. D'autres rescapés pénètrent dans l'aérodrome. Accrochés au terrain, les paras commencent à manœuvrer pour tenter de remplir les objectifs. À l'inverse, mal coordonnées, mal menées, les contre-attaques des défenseurs échouent. Au soir, sur la piste d'à peine deux kilomètres carrés, 57 Allemands sont au contact de la petite compagnie néo-zélandaise sans liaison avec son PC bataillon.
Dans la nuit, le 22e bataillon néo-zélandais, mélangé à des paras allemands perdus, est infiltré par des patrouilles adverses. Andrew décide de dégager ses compagnies empêtrées en se réalignant sur les positions de la 5e brigade néo-zélandaise, afin de préparer une contre-attaque de jour. La compagnie qui tient la piste se retire à son tour.

### 21 mai
L'état-major allemand envoie un pilote tester la piste de Máleme. Le Junker atterrit, dépose des munitions et redécolle. Le plan Merkur est révisé. L'effort est concentré contre Malème. Les autres secteurs (Héraklion, Rethymnon) sont ravitaillés par parachutage. Très vite, les renforts affluent à Máleme au rythme d'un Junker toutes les deux minutes. Ils sont facilement attaqués et touchés par les défenseurs, au total vingt-deux sont détruits, mais les autres réussissent à débarquer 650 chasseurs alpins complètement équipés. La ville de Malème et la colline 107 sont prises. Les Junkers peuvent enfin entreprendre de débarquer l'artillerie et le matériel lourd des deux divisions allemandes. Les contre-attaques alliées échouent sous les bombes et les mitraillages de la Luftwaffe. Le sous-lieutenant Upham du 20e bataillon néo-zélandais gagne ici la Victoria Cross.
De façon à repousser l'assaut amphibie de La Canée, Freyberg garde toujours en réserve trois bataillons intacts pouvant reverser la situation à Máleme. À 16 h, il a encore pu lire le résumé d'un décryptage Ultra qui confirme cette menace.
La Luftwaffe coule le destroyer Juno. Les combats aériens provoquent des pertes de part et d’autre. Vers 23 h, une escadre britannique intercepte la 1re Leichtflotille (2 331 soldats transportés par une centaine de caïques). Héroïquement défendue par un torpilleur italien, le Lupo, l'expédition, qui perd 297 hommes noyés ou mitraillés, doit faire demi-tour. Les troupes allemandes sur place doivent se passer de renforts par la mer, malgré les plans.

### 22 mai
Les combats font rage sur terre et dans les airs. La situation évolue peu, les paras grignotent du terrain, grâce à de nouveaux renforts. La piste de Máleme, sous le feu de l’artillerie britannique, est jonchée d'épaves. Le débarquement des chasseurs alpins continue malgré tout.
En mer, la 2e Leichtflotille est interceptée au sud de Milos. Cette fois-ci, prévenus, les bateaux font demi-tour, couverts par le torpilleur Sagittario, qui met une torpille au but dans un croiseur britannique. La flottille ne perd qu’un seul caïque. Les croiseurs britanniques Naiad et Carlisle sont fortement endommagés par la Luftwaffe. Le cuirassé Warspite est touché. Le destroyer Greyhound est même coulé. Dépêchés sur place pour repêcher les rescapés, les croiseurs lourds Gloucester et Fiji sont envoyés par le fond par des attaques de bombardiers en piqué. La Luftwaffe ne perd qu'une dizaine d’avions.
Enfin, 800 paras allemands sautent aux environs de Rethymnon et d'Héraklion.

### 23 mai
En matinée, deux escadres britanniques repérées sont attaquées par la Luftwaffe. Les destroyers Kashmir, Kelly et Havock sont coulés, le Kipling et le Ilex touchés.
Soutenus par l’aviation, les chasseurs de montagne mettent tout en œuvre pour élargir la poche de Malème. Ils s'emparent de la baie de Souda (encombrée d’épaves de navires alliés) et poussent vers l’est afin d'épauler les paras de Réthymnon et d'Héraklion. La Luftwaffe détache deux chasseurs Bf 109 basés à Malème. Les Britanniques envoient quelques avions straffer (mitraillage au sol) la piste de Malème, ajoutant d’autres épaves d'avions aux nombreux débris déjà présents. Des Ju 52 à l'atterrissage heurtent ces carcasses rendant la piste de moins en moins praticable. Les chasseurs alpins sont de plus en plus nombreux.
Dans le secteur d'Héraklion, l'assaut des paras du colonel Brauer est un échec total : 1 300 hommes ont été perdus, le reste du régiment ne tentera plus rien. En soirée, les premiers commandos de la Layforce sont débarqués par deux destroyers britanniques.

### 24, 25 et 26 mai
Les combats acharnés se poursuivent, autour des hauteurs de Galatas, entre Malème et La Canée (Chania). À Máleme, la 5e division de montagne est complète, 14 000 hommes : artillerie de montagne, canons anti-char, mais surtout bataillons d'infanterie bien équipés et entraînés. Le général Ringel prend le commandement. Le secteur de Galatas est défendu par la division néo-zélandaise, 2 bataillons australiens et des troupes grecques. Les Allemands alignent un régiment d'artillerie, un régiment d'infanterie de montagne et le 3e régiment de parachutistes qui tient la Prison Valley, au nord de la ville. Les Alliés doivent se replier, ouvrant la route de La Canée.
Le 26 mai, deux cuirassés, un porte-avions, deux croiseurs et trois destroyers britanniques quittent Alexandrie pour bombarder l’aérodrome allemand de Karpathos, y causant quelques dommages. Au retour, l’armada est harcelée par l’aviation allemande. Le porte-avions HMS Formidable et le destroyer Nubian sont durement touchés. Chargé d’acheminer d’importants renforts sur l’île, le Glenroy est contraint de rebrousser chemin par les attaques allemandes. Dans la soirée, Freyberg ordonne le repli vers le sud.

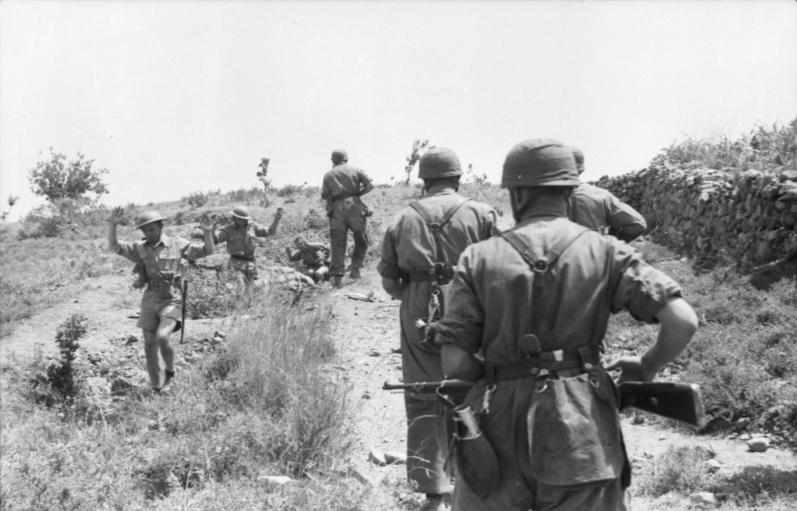
Des parachutistes allemands capturent des soldats britanniques lors de leur progression en Crète.

### 27, 28 et 29 mai
Le repli est entamé le 27 mai, alors que les Allemands prennent La Canée et progressent vers Souda. L’évacuation par mer débute. Le 28, deux Panzer II, de la 5e Panzerdivision, sont débarqués, ainsi que des troupes italiennes (qui ne participeront que très peu aux combats). Les troupes alliées rembarquent, le plus souvent à Sfakiá. Cet épisode est observé par le capitaine Evelyn Waugh, de l'état-major de Robert Laycock. De nombreux navires subissent l’assaut de la Luftwaffe (le croiseur HMS Ajax et le destroyer HMS Imperial sont gravement touchés, le destroyer est coulé le lendemain). La baie de la Soude est conquise. Le 29 mai, trois destroyers sont endommagés par les attaques des bombardiers.

### 30, 31 mai et1erjuin
L’évacuation s’achève. Nombre de soldats du Commonwealth errent encore pendant des semaines dans l’île. Les combats faiblissent graduellement, mais une dernière perte importante est à signaler sur mer. Deux croiseurs de la Royal Navy sont engagés pour appuyer les destroyers. L’un d’eux, le croiseur anti-aérien Calcutta, est coulé en quelques minutes par l’attaque de trois Ju 88.

## Bilan

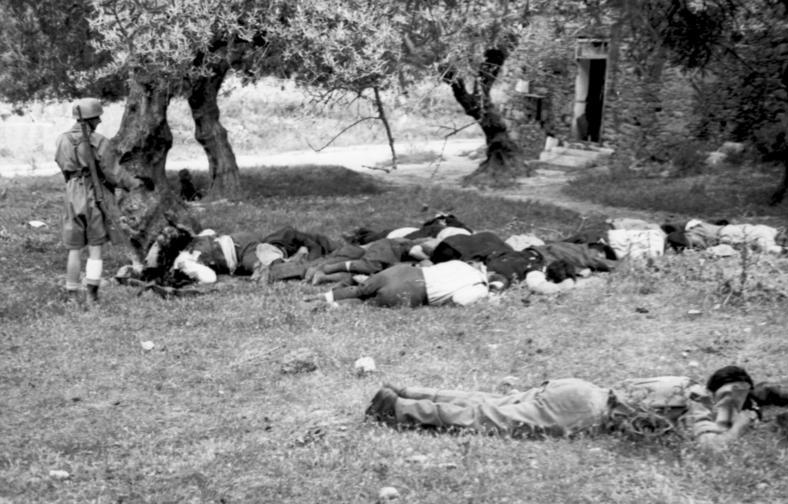
Otages grecs massacrés par des parachutistes allemands à Kondomari, après la bataille de Crète, le 2 juin 1941.

Le seul corps des Fallschirmjäger enregistre 1 520 tués, 1 502 disparus et 1 500 blessés. Les chasseurs alpins ont 395 tués, 257 disparus et 504 blessés. À cela, il convient d’ajouter les 300 aviateurs allemands abattus. Près de 6 000 hommes sont mis hors de combat. Du point de vue matériel, le seul XIIIe Fliegerkorps perd 52 chasseurs, 18 Stukas, 26 bombardiers et 4 avions de reconnaissance. Plus grave, plus de 100 Ju 52 de transport sont perdus, sans compter les appareils endommagés. La Crète est bien « le tombeau du parachutiste allemand » (Kurt Student). Les formations allemandes ne seront plus jamais parachutées en masse. Et pourtant, la bataille se solde par une victoire allemande. À cela, plusieurs explications :
- mauvaise interprétation par le GC&CS, puis par Freyberg, des messages Enigma interceptés ;
- exceptionnelle combativité des parachutistes et des chasseurs allemands, en particulier dans ces conditions où une troupe moins motivée se serait rendue devant les pertes et l'échec des plans initiaux ;
- supériorité aérienne de la Luftwaffe qui, bien qu'en limite de rayon d'action, est en mesure d’apporter un soutien efficace ;
- dans la nuit du 20 au 21 mai, repli du bataillon néo-zélandais qui tient Máleme ;
- modification du plan allemand initial : Student décide de renforcer prioritairement Máleme ;
- le 21 mai, pendant les contre-attaques de Máleme, trois bataillons alliés sont gardés en réserve autour de La Canée afin de repousser un assaut amphibie qui n'arrivera pas, privant alors les troupes défendant les aérodromes de renforts ;
- solitude du général Freyberg dont l'état-major est absent et les liaisons radio insuffisantes ;
- vétérans de 14-18, les généraux Freyberg, Puttick (2e division NZ), Hargest (5e brigade NZ) et le lieutenant-colonel Andrew (22e bataillon NZ) ont commandé depuis leur PC, sans aller voir sur le terrain ni contrôler l'exécution de leurs ordres.

La Royal Navy perd neuf grandes unités (ainsi qu'une multitude de plus petites) coulées par les bombardiers allemands. Or, un appui solide de la marine était l'une des conditions posées par Freyberg.
Particulièrement féroces, les combats se prêtent mal aux redditions de dernière minute. À tort ou à raison, ni les Anzacs ni les Fallschirmjäger n'ont la réputation de faire des prisonniers. Par ailleurs, la population crétoise a pris les armes contre l'envahisseur. Les francs-tireurs tuent les paras, principalement au moment où ils sont très vulnérables, à l'atterrissage. Des rumeurs terrifiantes circulent parmi les envahisseurs.
297 soldats de la première Leichtflotille se sont noyés ou ont été mitraillés par la Royal Navy en pleine mer.
À la fin de la bataille, les soldats alliés sont traités en prisonniers de guerre, mais les représailles allemandes contre les civils crétois sont féroces. Plusieurs villages sont détruits. Des otages sont fusillés, comme à Kándanos ou encore Kondomari (en), où 23 hommes sont fusillés, le 2 juin 1941, par l'unité de parachutistes commandée par le lieutenant Horst Trebes (de). Beaucoup de Crétois mobilisés n'ont perçu que des pièces d'uniforme, ceux-là aussi seront traités en francs-tireurs.

## Épilogue

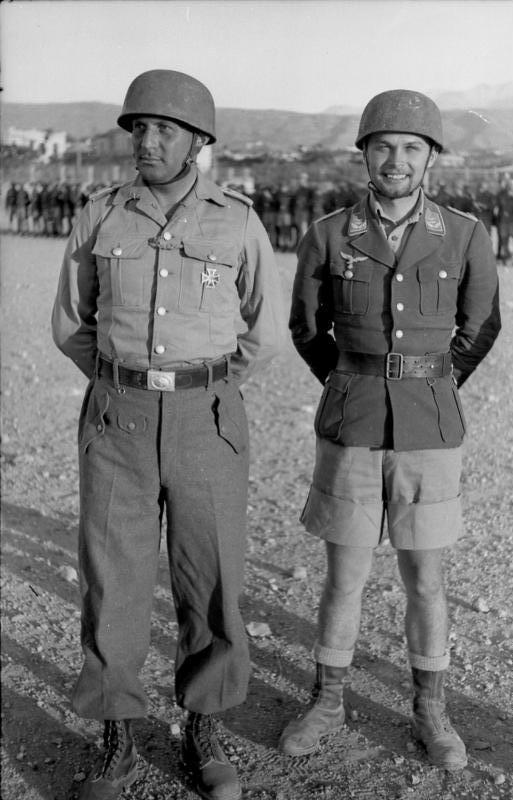
À droite, Horst Trebes, en juillet 1941.

De nombreux soldats alliés s'enfuient au centre de l'île et dans les montagnes. Les Allemands punissent sauvagement les Crétois qui viennent en aide aux fugitifs. Certains soldats quitteront l'île par leurs propres moyens. Un petit nombre restera : ils seront les premiers à coordonner la résistance grecque, qui débute à peine les Allemands installés.
Le terrain est très propice à la guérilla. La résistance de l'île ira croissant, en une succession de coups d'éclat suivis de représailles allemandes.
En janvier 1945, les partisans crétois exercent une pression insoutenable pour les Allemands ; en mai, les derniers Allemands encore sur l'île se rendent ; ils sont remis à l'armée britannique.

### Sources
- John Keegan, Intelligence in War, Pimlico, 2004, 442 p.
- Karl Bartz, Quand le ciel était en feu (Als der himmel brannte), Corrêa, 1955, 379 p.
- (en) Antony Beevor, Crete: the battle and the resistance, Westview Press, 1994  (ISBN 9780813320809), 383 p.
- Alan Clark, La chute de la Crète, Robert Laffont, 1966, 307 p.
- (en) George Forty, Battle of Crete, Ian Allan, 2001  (ISBN 9780711027589), 176 p.
- Alkmar von Hove, Alerte ! Parachutistes (traduit de l'allemand) par, Éditions Pensée Moderne, 1961, 224 p.
- Jean-Yves Nasse, Fallshirmjäger en Crète, Histoire & Collections, 2002, 160 p.  (ISBN 2913903363).
- Jean-Yves Nasse, « Mai 1941 : La Luftwaffe à l'assaut de la Crète », Batailles Aériennes no 24, 2003, 80 p.
- (en) Kurt Helmut Schiebold, Operation Merkur 1941: a failure in strategic leadership, U.S. Army War College, 2002, 30 p.
- « La bataille de Crète », Historia magazine no 19, 1968.
- Winston Churchill, Mémoires de guerre. Tome II, éditions Tallandier, p. 52.
- Evelyn Waugh, Officiers et gentlemen, Pavillon Poche, 2013, 490 p.  (ISBN 2-221-11721-2).
- Evelyn Waugh, Sword of Honour, Penguin, 2001, 693 p.  (ISBN 978-0-141-18497-5).
- Evelyn Waugh, Diaries, edited by Michael Daves, Weidenfeld & Nicholoson, 1976, 814 p.

### DVD
- Victoire héroïque en Crète (film de propagande allemand), Éditions Marshall Cavendish no 7.

### Jeux de simulations historiques
- Crète 1941 par Franck Yeghicheyan, Vae Victis no 22, septembre-octobre 1998.
- Air Assault on Crete, wargame publié par Avalon Hill en 1977.
- Crete 1941, Excaliber Games, 1976.
- Operation Mercury, wargame publié en 1992 par GMT Games
- Operation Mercury: The Invasion of Crete, wargame publié en 2017 par Multi-man Publishing
- Post Scriptum, chapitre Mercury, 2022, Offworld Industries

### Téléfilm
- Bill Anderson, Sword of Honour, 2001. Scénario : William Boyd. Producteur : Gillian McNeil. Avec Daniel Craig, Megan Dodds, Leslie Phillips.

### Jeux vidéo
- Conquest of the Aegean, Matrix Games et Panther Games, 2006.
- Première mission de la campagne allemande de Men of War, 2009.
- Carte du nom de « Crete » jouable dans le jeu Day of Infamy, 2017.
- Post Scriptum: The Bloody Seventh, carte jouable, 2022.